# Nogarole Vicentino
Nogarole Vicentino är en ort och kommun i provinsen Vicenza i regionen Veneto i Italien. Kommunen hade 1 211 invånare (2018).